# Afraegle mildbraedii
Afraegle mildbraedii är en vinruteväxtart som beskrevs av Adolf Engler. Afraegle mildbraedii ingår i släktet Afraegle och familjen vinruteväxter. Inga underarter finns listade i Catalogue of Life.